# 千里達及托巴哥軍事
特立尼达和多巴哥国防军（Trinidad and Tobago Defence Force，简称TTDF）是负责保卫双岛特立尼达和多巴哥共和国的军事组织。其由特立尼达和多巴哥军团、特立尼达和多巴哥海岸警卫队、特立尼达和多巴哥空军警卫队和国防军预备队组成。

## 陸軍
陸軍分成四個營
- 第一步兵營
- 第二步兵營
- 工程營
- 後備營

## 空軍

空軍軍徽

國籍標誌

特立尼達和多巴哥航空戰鬥聯隊組建於1966年2月，成立之初為海軍的一部份稱為海軍航空聯隊。1977年起航空戰鬥聯隊自海軍中獨立出來，並於2005年重新命名為特立尼達和多巴哥航空防衛隊／空軍。主要空軍基地為特立尼达岛上的皮亞爾科國際機場和托巴哥島的皇冠角國際機場、及查瓜納斯的直升機基地。空軍的使命為保衛該國領空、執行搜救、運輸及聯絡任務。現任的空軍司令為空軍上校Kester Weekes，他自2019年起接任空軍司令，以接替晉升為國防參謀長的空軍准將Darryl Daniel。

### 空軍裝備
| 機型                  | 生產國   | 用途          | 服役數   |          |
| 海上巡邏              | 海上巡邏 | 海上巡邏      | 海上巡邏 | 海上巡邏 |
| --------------------- | -------- | ------------- | -------- | -------- |
| C-26快速列车          | 美國     | 海上巡邏      | 2        |          |
| 直升機                |          |               |          |          |
| 阿古斯特维斯特兰AW139 | 意大利   | 多用途 / 搜救 | 4        |          |

## 圖集

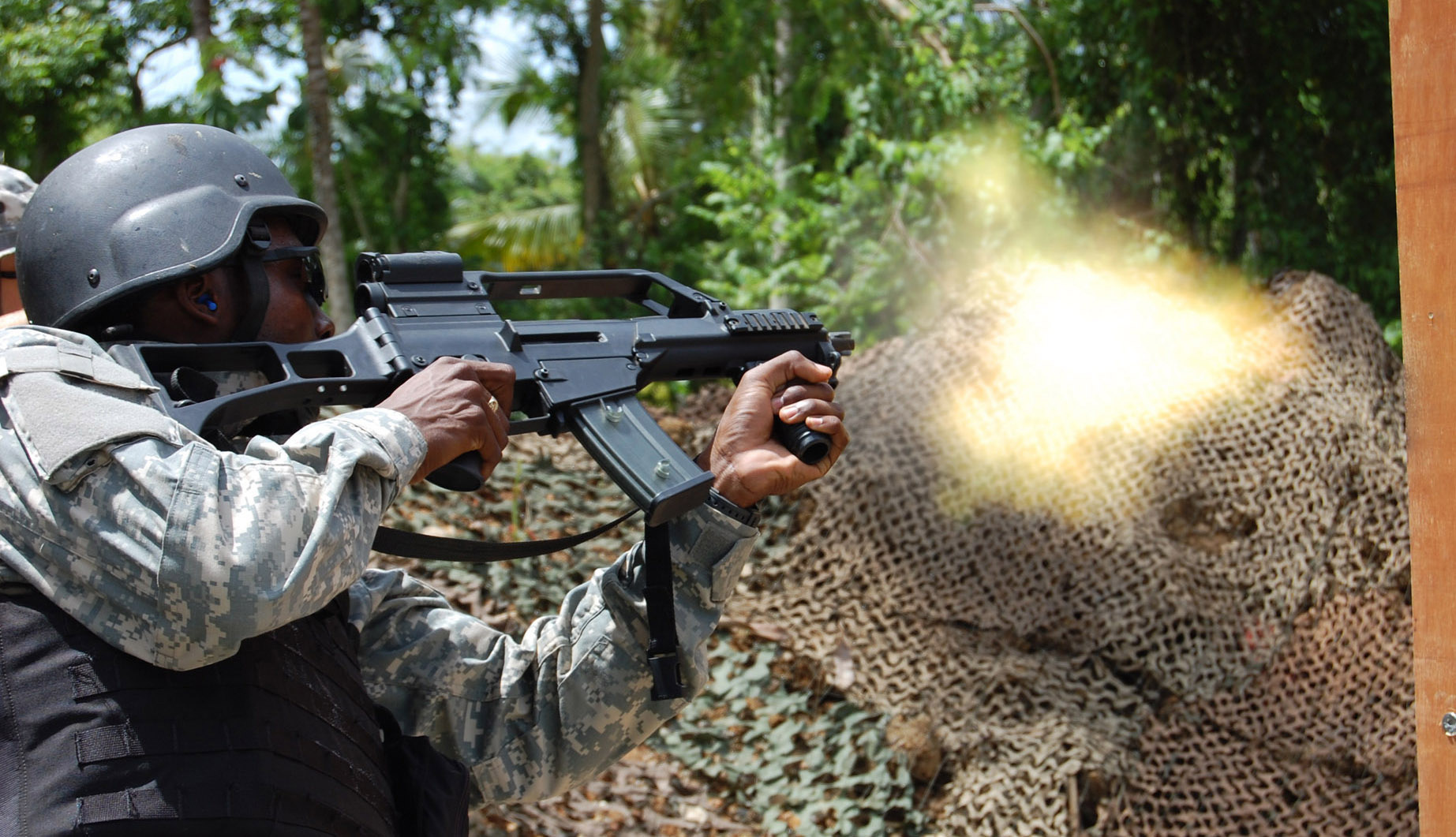
陸軍步兵
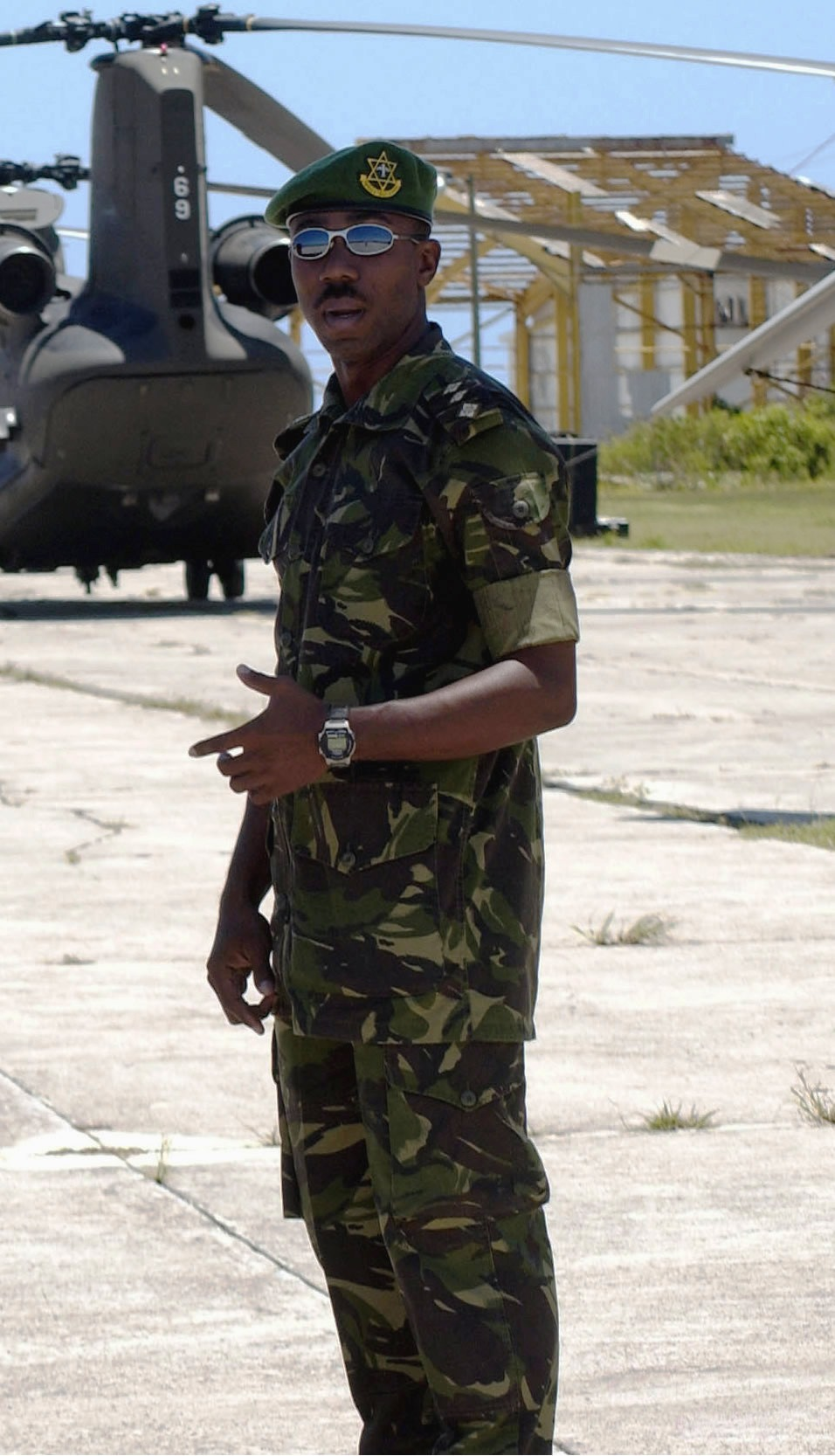
士官
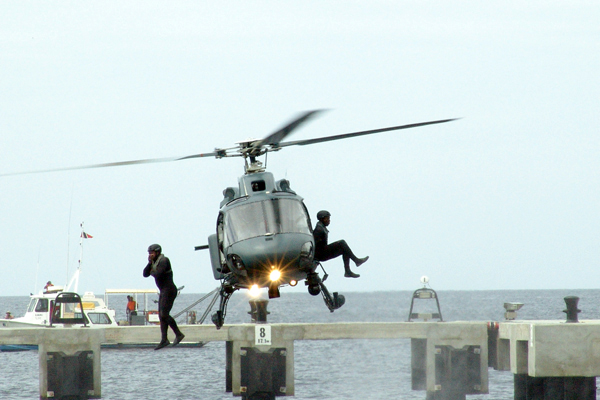
海防隊的直升機
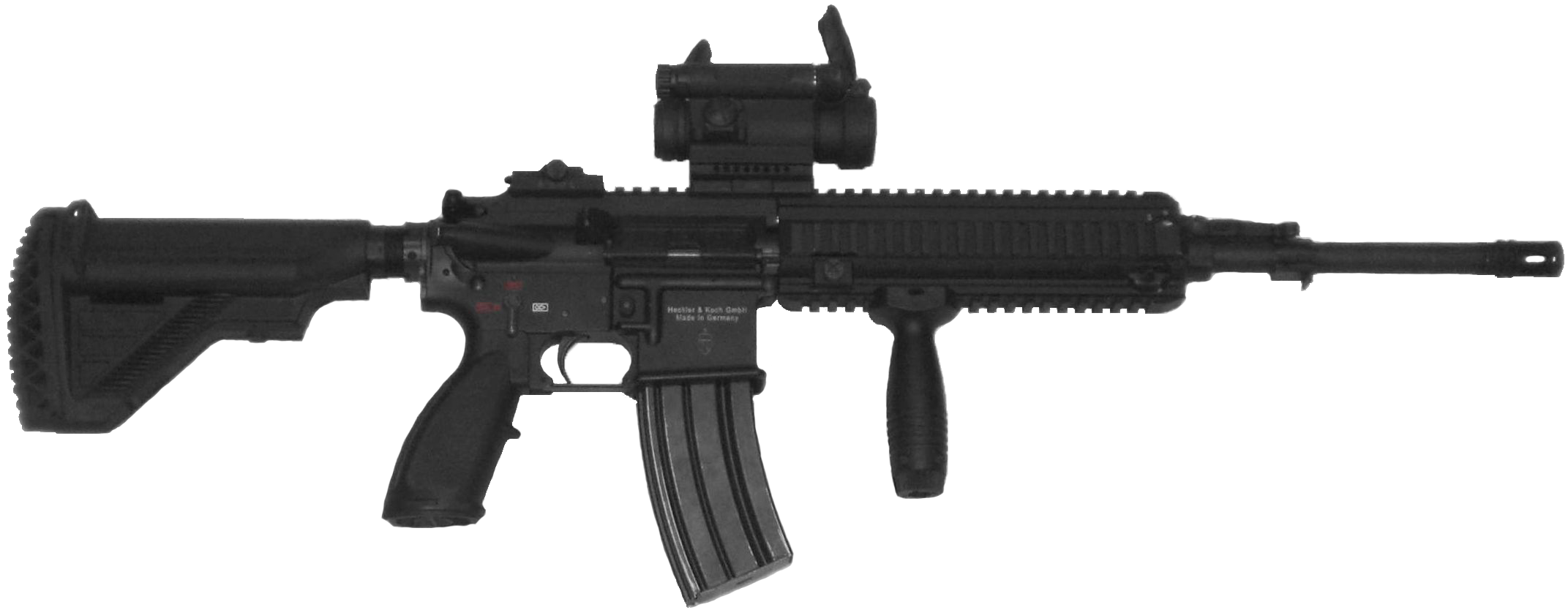
HK416突擊步槍
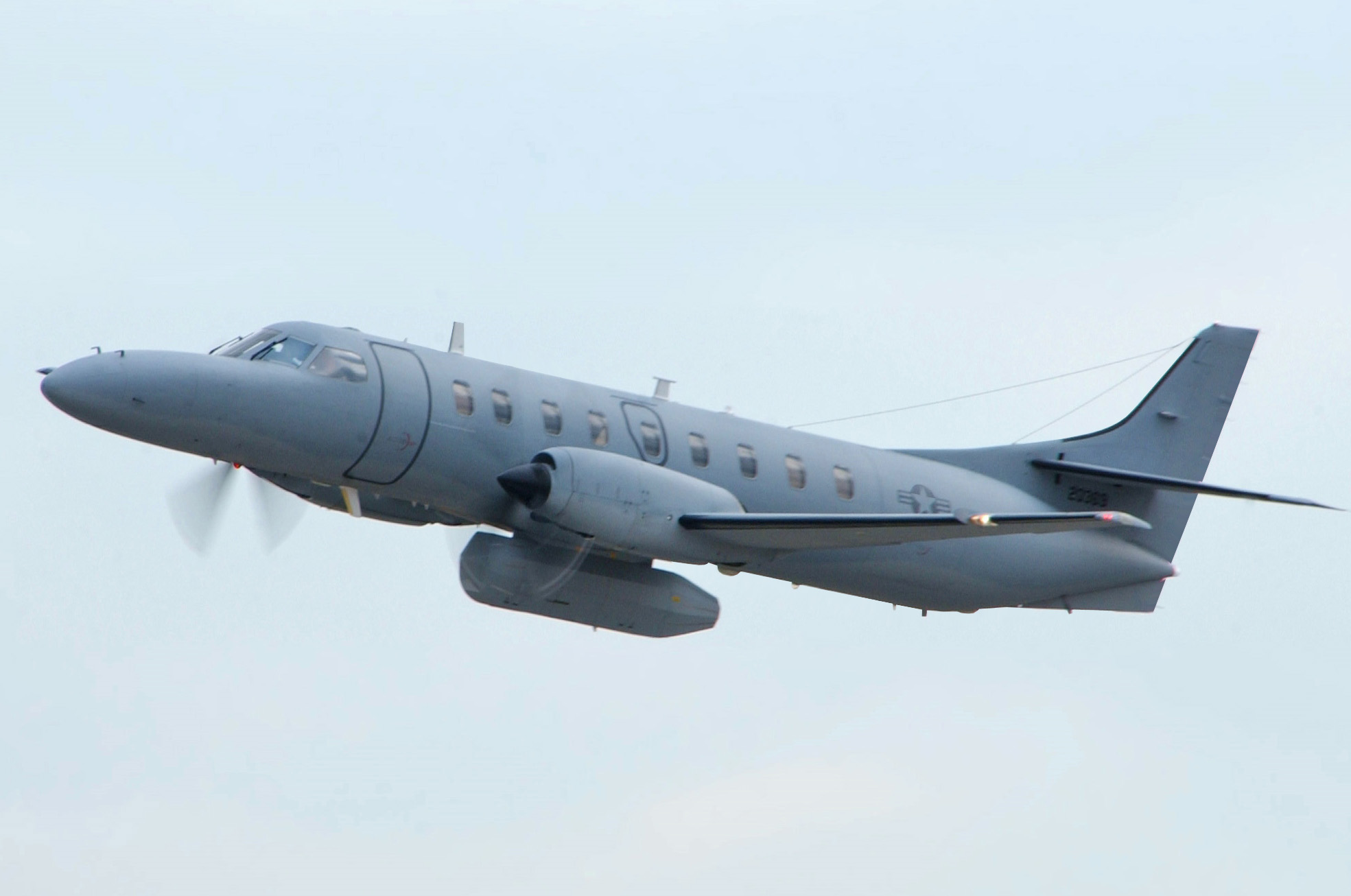
C-26巡邏機